# Стальновцы
Стальновцы́ (укр. Стальнівці) — село в Мамалыговской сельской общине Днестровского района Черновицкой области Украины.
Население по переписи 2001 года составляло 2104 человека. Почтовый индекс — 60362. Телефонный код — 3733. Код КОАТУУ — 7323087501.
В 1,5 км к юго-западу от села расположен геологический памятник природы — пещера Буковинка.

## История
В 1946 г. Указом ПВС УССР село Сталинешты переименовано в Стальновцы.
До 2020 года входило в Новоселицкий район.